# 日東坂
日東坂（にっとうざか）は、東京都港区白金台にある坂である。別名を「日糖坂」という。

## 概要
大正初年に開かれたとされる坂で、白金台5丁目8番と5丁目11番の間に位置している。
名前は、日東紡か日本製糖の用地があったことが由来とされる。